# RuPaul's Drag Race: Untucked!
RuPaul's Drag Race: Untucked!, conosciuto in Italia anche come RuPaul's Drag Race: Dietro le quinte!, è un programma televisivo statunitense, in onda sul canale Logo TV dal 2010 al 2014 per poi spostarsi prima su YouTube per tre anni (dal 2015 al 2017) e poi su VH1 a partire dal 2018. Il programma è uno degli spin-off del programma RuPaul's Drag Race.

## Format
La prima edizione di RuPaul's Drag Race fu accompagnata da una serie web composta da sette episodi, intitolata Under the Hood of RuPaul's Drag Race. LogoTv trasmetteva una puntata di questa serie sul proprio sito internet dopo ogni puntata. In questa serie di accompagnamento, RuPaul presentava scene inedite della competizione e il backstage del programma.
A partire dal 2010 LogoTv cambia il format della serie, ne aumenta il budget, spostandola dal web alla televisione e cambiandole anche il nome in RuPaul's Drag Race: Untucked. Come per il web, LogoTv manda in onda una puntata di Untucked dopo ogni puntata. Fino alla sesta edizione Untucked veniva registrato in due sale, chiamate l'Interior Illusions Lounge e il Gold Bar, sponsorizzate da Absolut Vodka e da Interior Illusions, Inc. Nella sesta edizione FormDecor si aggiunge agli sponsor di questa serie.
A partire dalla settima edizione, Untucked torna ad essere una serie web, diventando parte della pagina YouTube di World of Wonders, inoltre da due stanze si passa ad un unico spazio collegato direttamente con il palcoscenico dove sono collegati dei divani dove i concorrenti possono sedere, rilassarli e parlare. In questa versione venne aggiunta un'ulteriore parte in cui il concorrente viene seguito dopo la sua eliminazione, documentando la preparazione delle sue cose e la partenza dal programma. Tale format rimane anche per l'ottava e la nona edizione.
A partire dalla decima edizione, Untucked ritorna ad essere trasmesso sulla televisione dopo ogni puntata. L'unica componente diversa di quest'edizione è solo il fatto che viene trasmesso in televisione, perché i concorrenti si rilassano nella stessa sala nelle scorse tre edizioni ed alla fine dell'episodio si vede cosa succede dopo la sua eliminazione.
Per quanto riguarda la serie All Stars, Untucked è stato inizialmente registrato solamente per la prima stagione per poi non essere più trasmesso nelle stagioni successive, fino alla registrazione di All Stars 5.

## Edizioni
| Edizione | Episodi | Dal              | Al             | Rete TV             | Edizione |
| -------- | ------- | ---------------- | -------------- | ------------------- | -------- |
| 1        | 10      | 1 febbraio 2010  | 26 aprile 2010 | Logo TV             | 2        |
| 2        | 13      | 24 gennaio 2011  | 25 aprile 2011 | Logo TV             | 3        |
| 3        | 11      | 30 gennaio 2012  | 23 aprile 2012 | Logo TV             | 4        |
| 4        | 11      | 28 gennaio 2013  | 15 aprile 2013 | Logo TV             | 5        |
| 5        | 12      | 24 febbraio 2014 | 5 maggio 2014  | Logo TV             | 6        |
| 6        | 12      | 2 marzo 2015     | 18 maggio 2015 | WOWPresents YouTube | 7        |
| 7        | 9       | 8 marzo 2016     | 3 maggio 2016  | WOWPresents YouTube | 8        |
| 8        | 12      | 25 marzo 2017    | 10 giugno 2017 | WOWPresents YouTube | 9        |
| 9        | 12      | 22 marzo 2018    | 14 giugno 2018 | VH1                 | 10       |
| 10       | 12      | 28 febbraio 2019 | 16 maggio 2019 | VH1                 | 11       |
| 11       | 12      | 28 febbraio 2020 | 15 maggio 2020 | VH1                 | 12       |
| 12       | 14      | 1º gennaio 2021  | 9 aprile 2021  | VH1                 | 13       |
| 13       | 14      | 7 gennaio 2022   | 8 aprile 2022  | VH1                 | 14       |
| 14       | 14      | 6 gennaio 2023   | 31 marzo 2023  | MTV                 | 15       |
| 15       | 14      | 5 gennaio 2024   | 5 aprile 2024  | MTV                 | 16       |

## Spin-off

### RuPaul's Drag Race All Stars: Untucked!
La prima edizione di RuPaul's Drag Race All Stars ha visto andare in onda una serie Untucked!, simile a quanto accadeva nelle edizioni regolari. A partire dalla seconda edizione di All Stars, il format prevedeva l'eliminazione dei concorrenti da parte della migliori della settimana e rendeva superfluo l'utilizzo della serie analoga.
La serie ritorna in onda a partire dalla quinta edizione All Stars, insieme ad un nuovo format di eliminazione.
| Edizione | Episodi | Dal             | Al               | Rete TV    | Edizione    |
| -------- | ------- | --------------- | ---------------- | ---------- | ----------- |
| 1        | 6       | 22 ottobre 2012 | 26 novembre 2012 | Logo TV    | All Stars 1 |
| 2        | 8       | 5 giugno 2020   | 24 luglio 2020   | VH1        | All Stars 5 |
| 3        | 12      | 24 giugno 2021  | 2 settembre 2021 | Paramount+ | All Stars 6 |
| 4        | 12      | 20 maggio 2022  | 29 luglio 2022   | Paramount+ | All Stars 7 |
| 5        | 12      | 12 maggio 2023  | 21 luglio 2023   | Paramount+ | All Stars 8 |
| 6        | 12      | 17 maggio 2024  | 26 luglio 2024   | Paramount+ | All Stars 9 |

### Drag Race Philippines: Untucked!
Dopo la pubblicazione di un trailer di Drag Race Philippines, adattamento filippino del franchise, è stato confermata la trasmissione di Untucked!, una serie complementare basata sulla sua controparte statunitense. La serie complementare mostra le conversazioni dei concorrenti, i momenti chiave e le varie scene tagliate in un formato simile a un documentario. La serie è stata trasmessa in anteprima il 19 agosto 2022, due giorni dopo la prima dello show principale, mentre a partire dalla seconda edizione lo show va in contemporanea poco dopo la trasmissione della puntata.
| Edizione | Episodi | Dal            | Al              | Rete TV                       | Edizione      |
| -------- | ------- | -------------- | --------------- | ----------------------------- | ------------- |
| 1        | 10      | 19 agosto 2022 | 14 ottobre 2022 | Discovery+ HBO GO WOWPresents | Philippines 1 |
| 2        | 10      | 2 agosto 2023  | 4 ottobre 2023  | HBO GO WOWPresents            | Philippines 2 |
| 3        | 10      | 7 agosto 2024  | 9 ottobre 2024  | HBO GO WOWPresents            | Philippines 3 |

### Drag Race Sverige: Untucked!
Il 19 ottobre 2022 è stato confermato che l'adattamento svedese del franchise avrebbe avuto una propria serie complementare chiamata Drag Race Sverige: Untucked!, conosciuta in svedese Drag Race Sverige: Otejpat!. La serie è stata trasmessa in anteprima il 4 marzo 2023, in concomitanza con la prima dello show principale.
| Edizione | Episodi | Dal          | Al             | Rete TV       | Edizione  |
| -------- | ------- | ------------ | -------------- | ------------- | --------- |
| 1        | 8       | 4 marzo 2023 | 23 aprile 2023 | SVT1 SVT Play | Sverige 1 |